# Olympische Sommerspiele 2000/Leichtathletik – Stabhochsprung (Frauen)

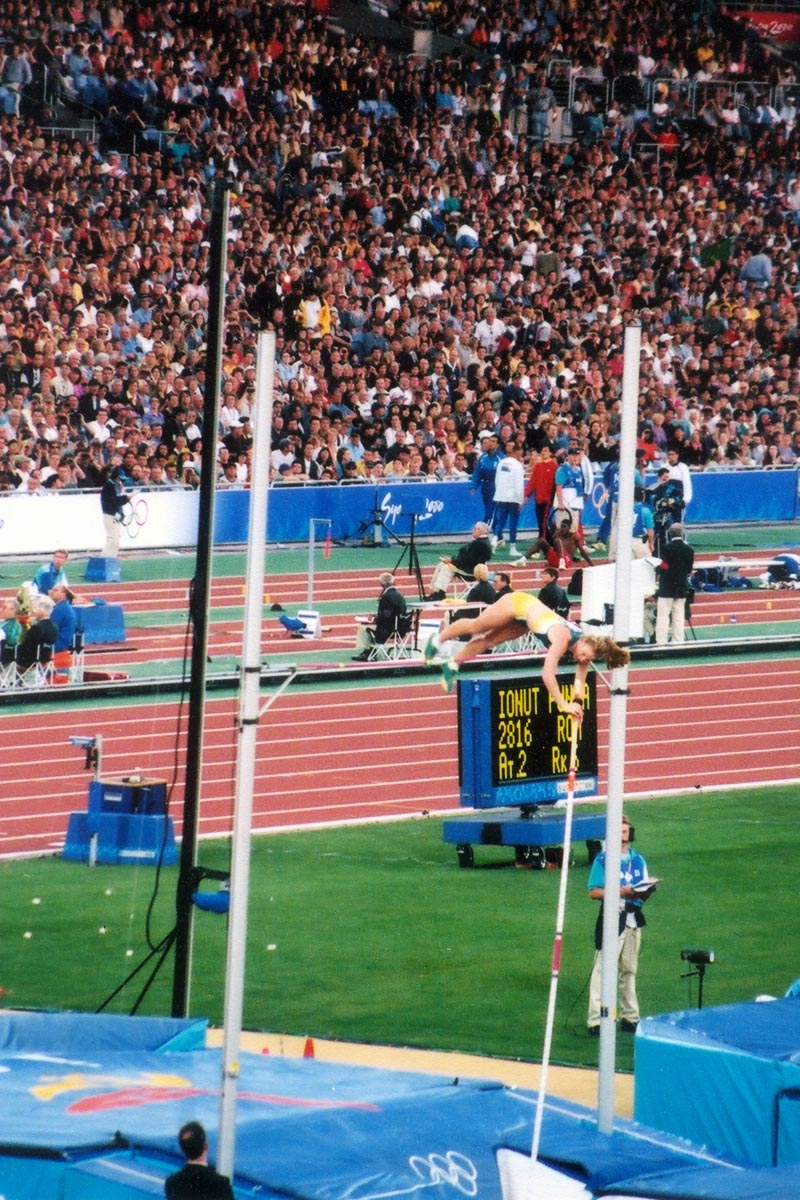
Impression vom Stabhochsprungwettbewerb
während der Olympischen Spiele 2000

Der Stabhochsprung der Frauen bei den Olympischen Spielen 2000 in Sydney wurde am 23. und 25. September 2000 im Stadium Australia ausgetragen. Dreißig Athletinnen nahmen an der olympischen Premiere dieser Disziplin der Frauenleichtathletik teil.
Erste Olympiasiegerin wurde die US-Amerikanerin Stacy Dragila. Sie gewann vor der Australierin Tatiana Grigorieva und der Isländerin Vala Flosadóttir.
Mit Yvonne Buschbaum und Nicole Humbert nahmen zwei Deutsche am Wettkampf teil, die beide das Finale erreichten. Humbert belegte Platz fünf, Buschbaum Platz sechs.

Auch die Österreicherin Doris Auer qualifizierte sich für das Finale. Sie wurde Neunte.

Athletinnen aus der Schweiz und Liechtenstein nahmen nicht teil.

## Titelträger
| Olympiasiegerin 1996                      | Wettbewerb bei Olympischen Spielen bisher nicht ausgetragen | Wettbewerb bei Olympischen Spielen bisher nicht ausgetragen | Wettbewerb bei Olympischen Spielen bisher nicht ausgetragen |
| Weltmeisterin 1999                        | Stacy Dragila ( USA)                                        | 4,60 m                                                      | Sevilla 1999                                                |
| Europameisterin 1998                      | Anschela Balachonowa ( Ukraine)                             | 4,31 m                                                      | Budapest 1998                                               |
| Panamerikanische Meisterin 1999           | Alejandra García ( Argentinien)                             | 4,30 m                                                      | Winnipeg 1999                                               |
| Zentralamerika und Karibik-Meisterin 1999 | Alejandra Meza ( Mexiko)                                    | 3,75 m                                                      | Bridgetown 1999                                             |
| Südamerika-Meisterin 1999                 | Alejandra García ( Argentinien)                             | 4,30 m                                                      | Bogotá 1999                                                 |
| Asienmeisterin 2000                       | Takayo Kondō ( Japan)                                       | 4,00 m                                                      | Jakarta 2000                                                |
| Afrikameisterin 2000                      | Syrine Balti ( Tunesien)                                    | 3,85 m                                                      | Algier 2000                                                 |
| Ozeanienmeisterin 2000                    | Nikki Beckett ( Neuseeland)                                 | 3,20 m                                                      | Adelaide 2000                                               |

## Rekorde

### Bestehende Rekorde
| Weltrekord         | 4,63 m                                                      | Stacy Dragila ( USA)                                        | Sacramento, USA                                             | 23. Juli 2000                                               |
| Olympischer Rekord | Wettbewerb bei Olympischen Spielen bisher nicht ausgetragen | Wettbewerb bei Olympischen Spielen bisher nicht ausgetragen | Wettbewerb bei Olympischen Spielen bisher nicht ausgetragen | Wettbewerb bei Olympischen Spielen bisher nicht ausgetragen |

### Erste Olympiarekorde / Rekordverbesserungen
In dieser neu ins olympische Programm aufgenommenen Disziplin wurde der olympische Rekord in der Qualifikation am 23. September zunächst auf 4,30 m gestellt. Im Finale am 25. September verbesserte die US-amerikanische Olympiasiegerin Stacy Dragila diesen Rekord auf zuletzt 4,30 m. Ihren eigenen Weltrekord verfehlte sie damit nur um drei Zentimeter.
Darüber hinaus wurden vier neue Landesrekorde aufgestellt:
- 4,30 m – Marie Bagger Rasmussen (Dänemark), Qualifikation am 23. September, erster Versuch
- 4,50 m – Vala Flosadóttir (Island), Finale am 25. September, erster Versuch
- 4,40 m – Monika Pyrek (Polen), Finale am 25. September, zweiter Versuch
- 4,35 m – Marie Bagger Rasmussen (Dänemark), Finale am 25. September, erster Versuch

## Legende
Kurze Übersicht zur Bedeutung der Symbolik – so üblicherweise auch in sonstigen Veröffentlichungen verwendet:
| – | verzichtet   |
| o | übersprungen |
| x | ungültig     |

Anmerkungen zu zwei Angaben:
- Alle Zeitangaben sind auf Ortszeit Sydney (UTC+10) bezogen.
- Alle Höhen sind in Metern (m) angegeben.

## Qualifikation
23. September 2000, 18:00 Uhr
Die Qualifikation wurde in zwei Gruppen durchgeführt. Die Qualifikationshöhe zum direkten Finaleinzug betrug 4,40 m. Keine der teilnehmenden Springerinnen ging diese Höhe überhaupt an, da sich abzeichnete, dass übersprungene 4,40 m genügten, um sich für das Finale qualifizieren. Dreizehn Athletinnen (hellgrün unterlegt) erreichten so das Finale.

### Gruppe A
| Platz | Name                   | Nation         | 4,00 | 4,15 | 4,25 | 4,30 | Höhe | Anmerkung |
| ----- | ---------------------- | -------------- | ---- | ---- | ---- | ---- | ---- | --------- |
| 1     | Anschela Balachonowa   | Ukraine        | –    | –    | –    | o    | 4,30 | OR0000    |
| 1     | Daniela Bártová        | Tschechien     | o    | –    | o    | o    | 4,30 | OR0000    |
| 1     | Tatiana Grigorieva     | Australien     | –    | o    | o    | o    | 4,30 | OR0000    |
| 1     | Nicole Humbert         | Deutschland    | –    | o    | –    | o    | 4,30 | OR0000    |
| 5     | Marie Bagger Rasmussen | Dänemark       | o    | xo   | o    | o    | 4,30 | OR / NR   |
| 6     | Stacy Dragila          | USA            | –    | o    | o    | xo   | 4,30 | OR0000    |
| 7     | Monika Pyrek           | Polen          | o    | o    | xxo  | xo   | 4,30 | OR0000    |
| 8     | Caroline Ammel         | Frankreich     | o    | o    | xxx  |      | 4,15 |           |
| 9     | Alejandra García       | Argentinien    | xo   | o    | xxx  |      | 4,15 |           |
| 10    | Janine Whitlock        | Großbritannien | xxo  | o    | xxx  |      | 4,15 |           |
| 11    | Þórey Edda Elísdóttir  | Island         | o    | xxx  |      |      | 4,15 |           |
| ogV   | Swetlana Feofanowa     | Russland       | –    | xxx  |      |      | ogV  |           |
| ogV   | Jelena Issinbajewa     | Russland       | xxx  |      |      |      | ogV  |           |
| ogV   | Tania Kolewa           | Bulgarien      | xxx  |      |      |      | ogV  |           |
| ogV   | Zsuzsanna Szabó        | Ungarn         | –    | xxx  |      |      | ogV  |           |

In der Qualifikationsgruppe A ausgeschiedene Stabhochspringerinnen:

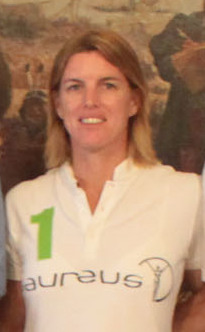
Swetlana Feofanowa – ohne gültigen Versuch
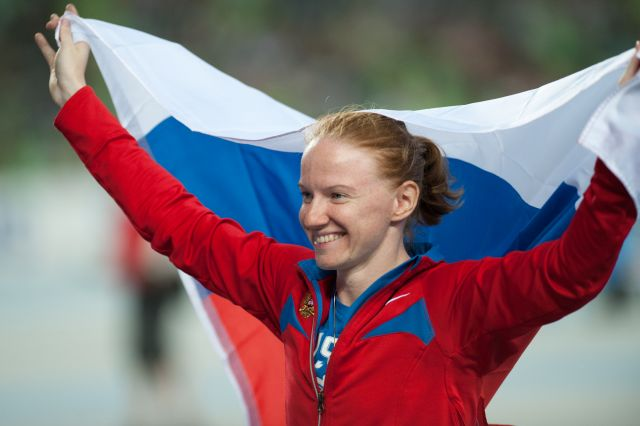
Zsuzsanna Szabó – ohne gültigen Versuch
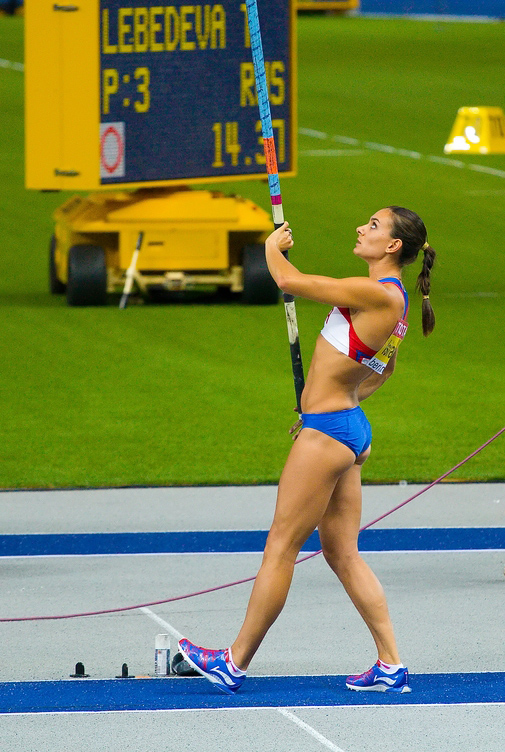
Jelena Issinbajewa – ohne gültigen Versuch
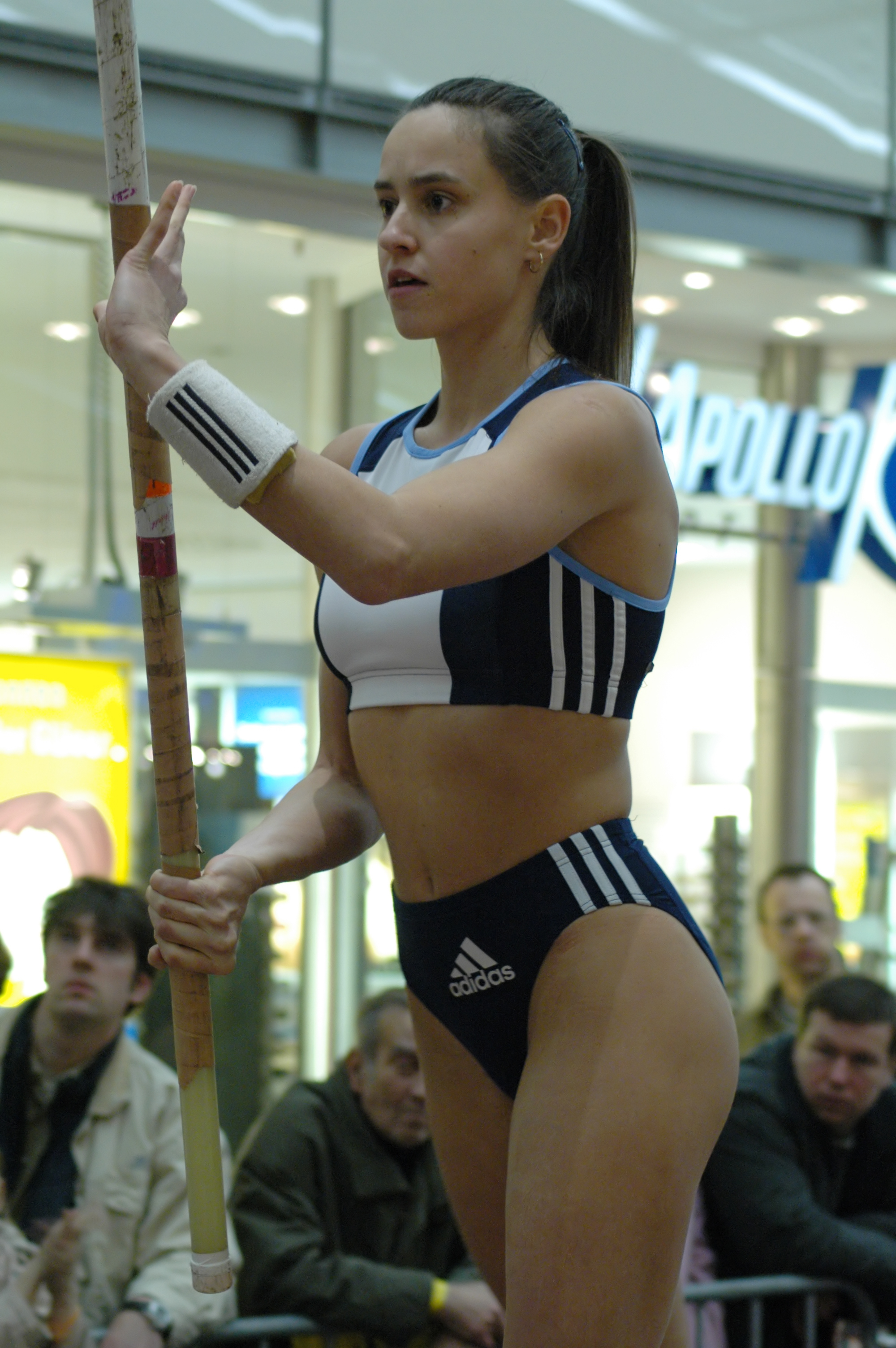
Zsuzsanna Szabó – ohne gültigen Versuch

### Gruppe B

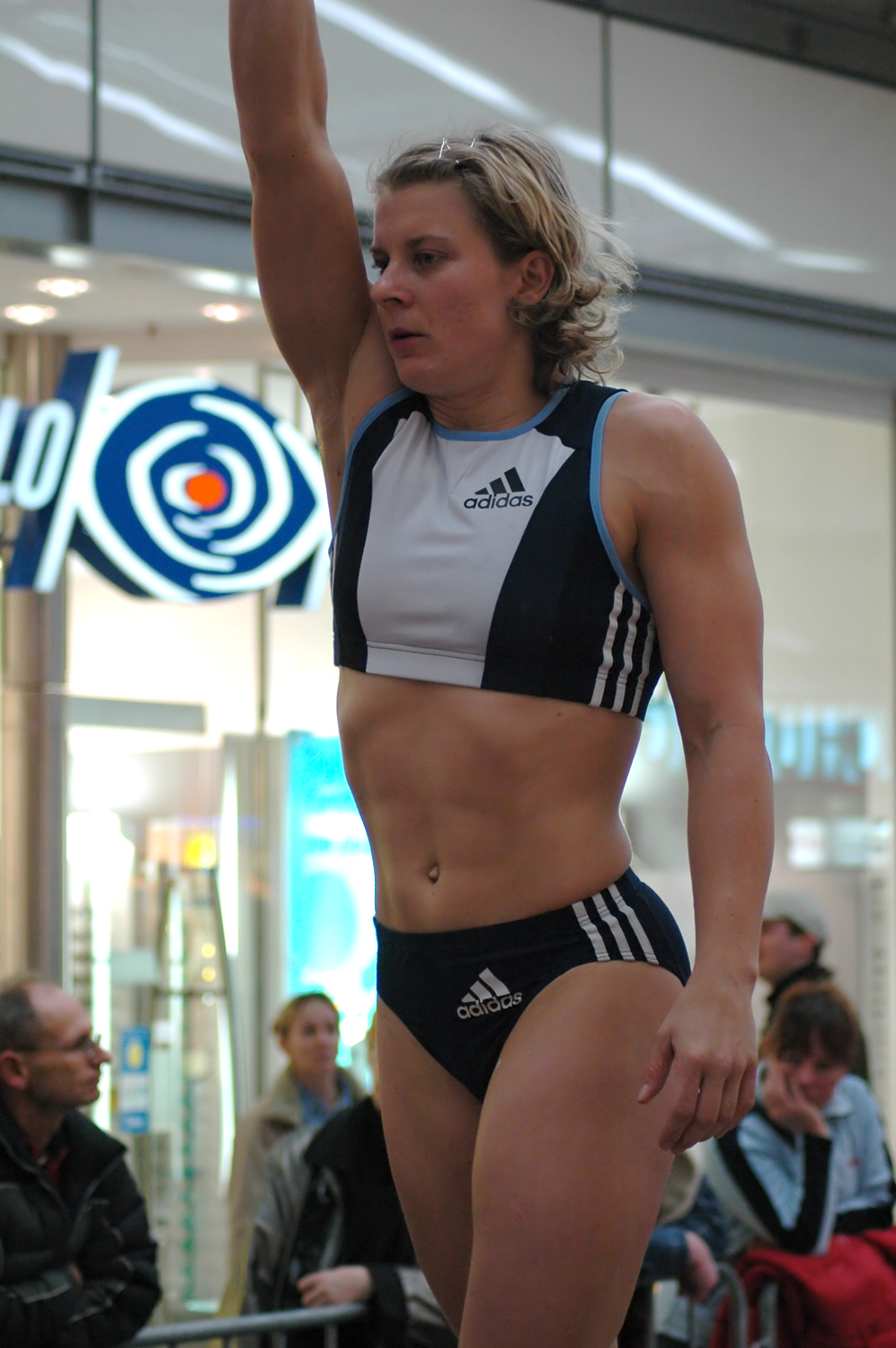
Pavla Hamáčková – ausgeschieden mit 4,00 m

| Platz | Name                  | Nation              | 4,00 | 4,15 | 4,25 | 4,30 | Höhe | Anmerkung |
| ----- | --------------------- | ------------------- | ---- | ---- | ---- | ---- | ---- | --------- |
| 1     | Vala Flosadóttir      | Island              | o    | o    | o    | o    | 4,30 | OR        |
| 1     | Kellie Suttle         | USA                 | o    | o    | o    | o    | 4,30 | OR        |
| 3     | Yvonne Buschbaum      | Deutschland         | –    | xo   | o    | o    | 4,30 | OR        |
| 3     | Gao Shuying           | Volksrepublik China | o    | o    | xo   | o    | 4,30 | OR        |
| 3     | Elmarie Gerryts       | Südafrika           | o    | o    | xo   | o    | 4,30 | OR        |
| 6     | Doris Auer            | Österreich          | –    | o    | xxo  | xxo  | 4,30 | OR        |
| 7     | Melissa Mueller       | USA                 | o    | o    | o    | xxx  | 4,25 |           |
| 8     | Emma George           | Australien          | –    | o    | xxo  | xxx  | 4,25 |           |
| 8     | María del Mar Sánchez | Spanien             | o    | o    | xxo  | xxx  | 4,25 |           |
| 10    | Marie Poissonier      | Frankreich          | xo   | o    | xxx  |      | 4,15 |           |
| 11    | Deborah Gyurcsek      | Uruguay             | o    | xxo  | xxx  |      | 4,15 |           |
| 12    | Pavla Hamáčková       | Tschechien          | o    | –    | xxx  |      | 4,00 |           |
| NM    | Jelena Beljakowa      | Russland            | –    | xxx  |      |      | ogV  |           |
| NM    | Katalin Donath        | Ungarn              | xxx  |      |      |      | ogV  |           |
| NM    | Thaleia Iakovidou     | Griechenland        | xxx  |      |      |      | ogV  |           |

## Finale

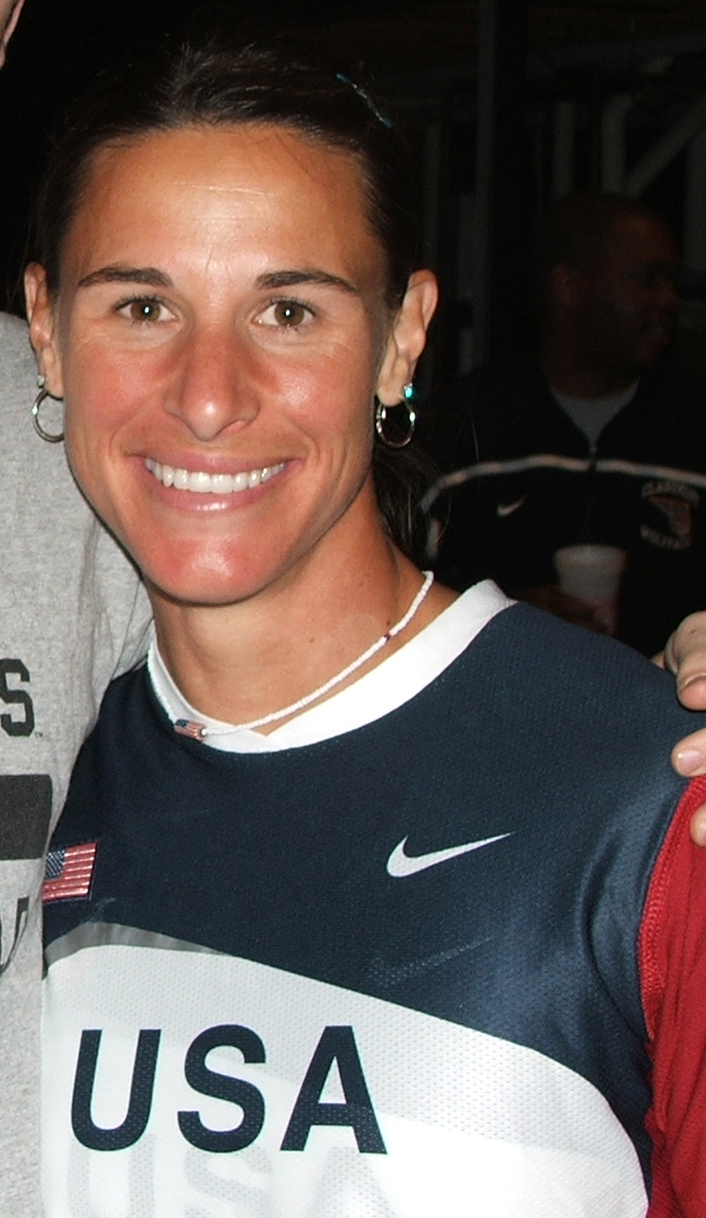
Olympiasieg für die favorisierte Stacy Dragila

25. September 2000, 18:00 Uhr
| Platz | Name                   | Nation              | 4,00 | 4,15 | 4,25 | 4,35 | 4,40 | 4,45 | 4,50 | 4,55 | 4,60 | 4,65 | Endresultat | Anmerkung |
| ----- | ---------------------- | ------------------- | ---- | ---- | ---- | ---- | ---- | ---- | ---- | ---- | ---- | ---- | ----------- | --------- |
| 1     | Stacy Dragila          | USA                 | –    | –    | o    | o    | xo   | o    | xxo  | xo   | o    | xxx  | 4,60        | OR        |
| 2     | Tatiana Grigorieva     | Australien          | –    | xo   | o    | o    | o    | o    | xo   | o    | x–   | xx   | 4,55        |           |
| 3     | Vala Flosadóttir       | Island              | o    | o    | o    | o    | o    | o    | o    | xxx  |      |      | 4,50        | NR        |
| 4     | Daniela Bártová        | Tschechien          | o    | –    | o    | xxo  | –    | xxo  | o    | xxx  |      |      | 4,50        |           |
| 5     | Nicole Humbert         | Deutschland         | –    | xxo  | xxo  | xxo  | –    | xxo  | –    | xxx  |      |      | 4,45        |           |
| 6     | Yvonne Buschbaum       | Deutschland         | –    | –    | xo   | o    | xo   | xxx  |      |      |      |      | 4,40        |           |
| 7     | Monika Pyrek           | Polen               | xo   | xxo  | o    | o    | xo   | xxx  |      |      |      |      | 4,40        | NR        |
| 8     | Marie Bagger Rasmussen | Dänemark            | o    | o    | o    | o    | xxx  |      |      |      |      |      | 4,35        | NR        |
| 9     | Doris Auer             | Österreich          | –    | –    | o    | xxx  |      |      |      |      |      |      | 4,25        |           |
| 10    | Gao Shuying            | Volksrepublik China | o    | o    | xxx  |      |      |      |      |      |      |      | 4,15        |           |
| 11    | Kellie Suttle          | USA                 | o    | xxx  |      |      |      |      |      |      |      |      | 4,00        |           |
| NM    | Anschela Balachonowa   | Ukraine             | –    | –    | xxx  |      |      |      |      |      |      |      | ogV         |           |
| NM    | Elmarie Gerryts        | Südafrika           | xx–  |      |      |      |      |      |      |      |      |      | ogV         |           |

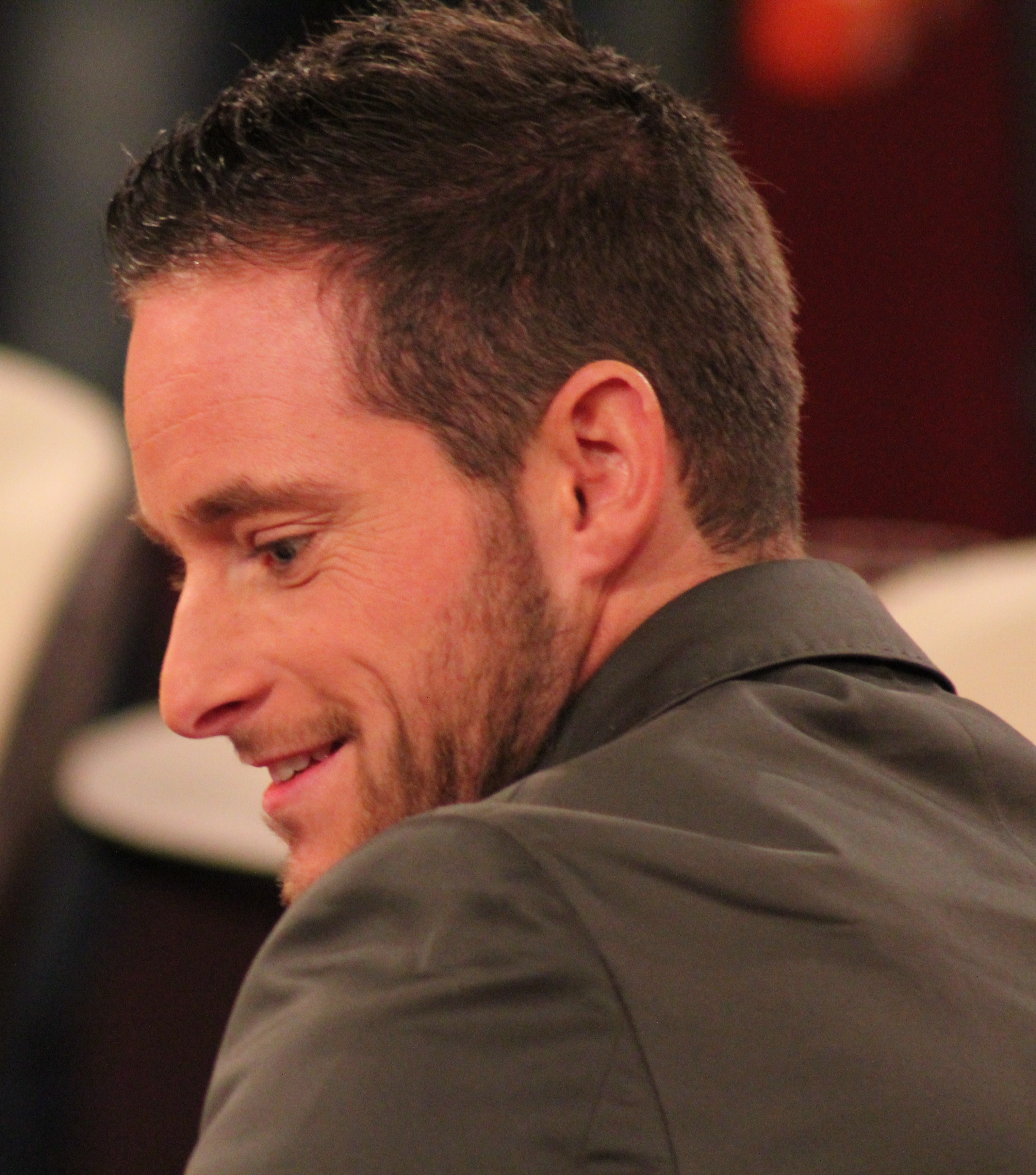
Die damalige Yvonne Buschbaum (Foto: 2010) kam auf den sechsten Platz und lebt nach einer Geschlechtsumwandlung heute als Mann mit dem Namen Balian Buschbaum
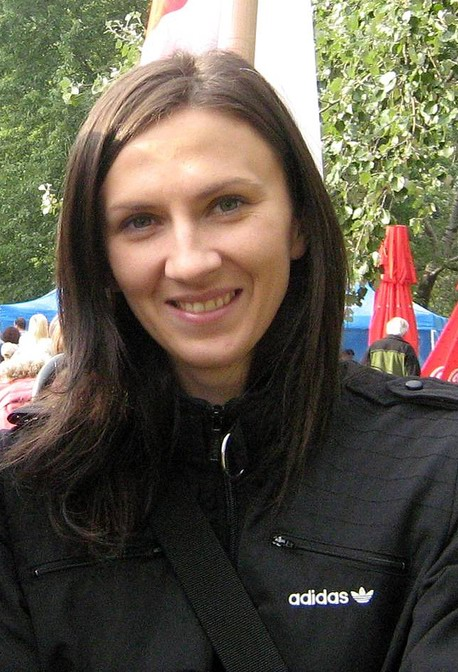
Monika Pyrek belegte im Finale Rang sieben

Für das Finale hatten sich dreizehn Athletinnen qualifiziert: je zwei Deutsche und US-Amerikanerinnen sowie jeweils eine Teilnehmerin aus Australien, China, Dänemark Island, Österreich, Polen, Südafrika, Tschechien und der Ukraine.
Nachdem sich die ehemalige australische Weltrekordlerin Emma George verletzungsbedingt nicht für das Finale qualifizieren konnte, galt die US-amerikanische Weltmeisterin und Weltrekordinhaberin Stacy Dragila als klare Favoritin. Ihre stärksten Konkurrentinnen waren Vizeweltmeisterin Anschela Balachonowa aus der Ukraine und die australische WM-Dritte Tatiana Grigorieva. Aber auch mit anderen Finalteilnehmerinnen war durchaus zu rechnen. Gerade in dieser noch neuen Disziplin, die bei den Olympischen Spielen erstmals auch für Frauen ausgetragen wurde, waren sicherlich Überraschungen möglich.
Die sechste im Finale aufgelegte Höhe betrug 4,45 m. Bis hierhin waren sechs Athletinnen ausgeschieden. Die Polin Monika Pyrek und die Deutsche Yvonne Buschbaum rissen die Latte dreimal, sodass jetzt noch fünf Springerinnen im Wettbewerb waren: die Isländerin Vala Flosadóttir ohne Fehlversuch, Grigorieva und Dragila mit je einem Fehlsprung, die Tschechin Daniela Bártová mit vier und die Deutsche Nicole Humbert mit acht Fehlversuchen. Die nächste Höhe von 4,50 m wurde von Bártová und Flosadóttir jeweils im ersten Sprung genommen, während Humbert diese Höhe ausließ. Grigorieva benötigte zwei, Dragila drei Versuche für 4,50 m. Bei 4,55 m schieden Humbert, Bártová und Flosadóttir aus. Damit war die erste Medaillenentscheidung gefallen: Vala Flosadóttir gewann aufgrund der geringsten Anzahl von Fehlversuchen Bronze, Daniela Bártová wurde Vierte und Nicole Humbert Fünfte.
Grigorieva und Dragila machten den Kampf um die erste Stabhochsprunggoldmedaille nun unter sich aus. Grigorieva übersprang 4,55 m im ersten Versuch, Dragila im zweiten. Die US-Athletin überquerte die nächste Höhe von 4,60 m mit ihrem ersten Sprung, Grigorieva hatte einen Fehlversuch und nahm ihre beiden verbleibenden Sprünge mit in die nächste Höhe von 4,65 m. Hier scheiterten beide Athletinnen. Somit war Stacy Dragila die erste Olympiasiegerin im Stabhochsprung der Frauen, Tatiana Grigorieva gewann die Silbermedaille.
Vala Flosadóttir war die erste Frau Islands, die eine olympische Medaille gewinnen konnte.
Daniela Bártová aus Tschechien war eine der wenigen Olympioniken, die in verschiedenen Sportarten an den Start gingen. Bártová war 1992 in Barcelona für die damalige Tschechoslowakei im Geräteturnen angetreten.

## Video
- 2000 Womens Pole Vault, youtube.com, abgerufen am 9. Februar 2022